# Karen Olsen Beck
Rita Karen Olsen Beck de Figueres (* 31. Januar 1933) ist eine ehemalige costa-ricanische Diplomatin US-amerikanischer Herkunft.

## Leben
Karen Olsen Beck de Figueres ist die Tochter von Karen Beck und Walter Olsen. Sie studierte an der University of Mary Washington und übte den Beruf der Sozialarbeiterin in Yorktown Heights, New York aus.
Am 7. Februar 1954 heiratete sie den costa-ricanischen Präsidenten José Figueres Ferrer; ihre Kinder sind Karen Christiana, Michael Mariano, Kirsten und José María Figueres Olsen. José María wurde 1994 ebenfalls costa-ricanischer Präsident.
Von 1982 bis 1984 war sie costa-ricanische Botschafterin in Israel.
Von 1986 bis 1990 saß sie für die Partei der Nationalen Befreiung in der Legislativversammlung von Costa Rica.